# 오만의 국기
오만의 국기는 1970년 12월 17일에 제정되었으며, 현재의 국기는 1995년에 국기의 일부를 수정한 형태의 국기이다.
하얀색, 빨간색, 초록색으로 구성된 세 가지 색의 가로 줄무늬 바탕에 깃대 쪽으로 빨간색 세로 줄무늬가 그려져 있으며, 빨간색 세로 줄무늬 안에는 오만의 국장이 그려져 있다.
하얀색은 평화를, 빨간색은 적으로부터의 침략을 막는다는 의미를, 초록색은 오만의 푸른 산지와 풍요로운 대지를 의미한다.

## 색상
| 색상 | 빨강                | 하양                  | 초록              |
| ---- | ------------------- | --------------------- | ----------------- |
| RGB  | 219–22–27 (#DB161B) | 255–255–255 (#FFFFFF) | 0–128–0 (#008000) |

## 여러 가지 기

술탄의 기
해군기
공군기

## 과거의 국기

무스카트 술탄국 및 오만 술탄국의 기
오만 이맘령의 기
1970년부터 1996년까지 사용된 국기